# 中国草学会
中国草学会是中华人民共和国草原科技工作者组成的群众性学术团体，是中国科学技术协会主管的社会团体，原名中国草原学会，1979年12月成立。